# Джанетт Воллс
Джаннетт Воллс (народилася 21 квітня 1960) — американська письменниця та журналістка, широко відома як колишня оглядачка пліток для MSNBC.com і авторка книжки «Скляний замок», спогадів про кочове сімейне життя її дитинства. Книжка вийшла 2005 року, станом на 3 червня 2018 року вона перебувала у списку бестселерів New York Times упродовж 421 тижня. 2006 року книжка отримала премії Alex Award і Christopher Award.

## Молодість та освіта
Воллс народилася 21 квітня 1960 року у Феніксі, штат Аризона, в родині Рекса та Роуз Мері Воллсів. У Воллс є дві сестри, Лорі та Морін, і один брат, Браян. Сімейне життя Воллс було позбавленим осілості: сім’я переїжджала з Фенікса до Каліфорнії (разом з коротким перебуванням в районі Тендерлойн у Сан-Франциско), до Баттл-Маунтін, штат Невада, та до Велча, Західна Вірджинія, з періодами бездомності. Коли вони нарешті осіли в рідному місті Рекса Велч в Аппалачах, сім’я жила в трикімнатному будинку без сантехніки та опалення.
Воллс переїхала до Нью-Йорка у 17 років, щоб приєднатися до своєї сестри Лорі (яка тоді працювала офіціанткою, Лорі незабаром стала художницею Archie Comics). Завдяки грантам, позикам, стипендіям і рокові, який вона провела, відповідаючи на телефонні дзвінки в юридичній фірмі Волл-стріт, вона змогла здобути ступінь бакалавра вільних мистецтв у коледжі Барнард. 1984 року Воллс закінчила Барнард  з відзнакою.

## Кар'єра
На початку своєї кар’єри Воллс проходила стажування у бруклінській газеті «Фенікс» і згодом стала там репортеркою на повний робочий день. З 1987 по 1993 рік вона писала колонку «Intelligencer» для журналу New York. Потім, з 1993 по 1998 рік, писала колонку пліток для Esquire, згодом, з 1998 року до свого від’їзду 2007 року, щоб стати письменницею повний робочий день, регулярно писала колонку пліток «Scoop» на MSNBC.com. Воллс писала для USA Today  і брала участь у таких телешоу: The Today Show, CNN, Primetime та The Colbert Report.
Її книжка 2000 року «Страва: Залаштункова історія світу пліток» була жартівливою історією про роль пліток у ЗМІ, політиці та житті США.
2005 року Воллс опублікувала мемуари-бестселер «Скляний замок», в яких докладно розповідає про радощі та труднощі її дитинства. Мемуари пропонують зазирнути в її життя та життя її проблемної сім’ї. Книжку«Скляний замок» добре прийняли критики та читачі, було продано понад 4 мільйони примірників, і її перекладено 31 мовою. Вона отримала Christopher Award, Alex Award від Американської бібліотечної асоціації (2006) і нагороду Books for Better Living. Paramount купила права на екранізацію книжки, а в березні 2013 року оголосила, що актриса Дженніфер Лоренс зіграє Воллс в екранізації. 9 жовтня 2015 року було повідомлено, що Лоренс знялася з фільму, і її замінить актриса Брі Ларсон. 2017 року вийшла однойменна екранізація.
2009 року Воллс опублікувала свій перший роман «Наполовину зламані коні: роман на основі реальних подій», оснований на житті її бабусі Лілі Кейсі Сміт. Редакція The New York Times Book Review назвала його однією з десяти найкращих книжок 2009 року.
Другий роман Воллс «Срібна зірка» вийшов 2013 року у видавництві Scribner.
Її третій роман, «Повісити місяць», вийшов у березні 2023 року у видавництві Scribner. Згідно з вебсайтом агрегатора рецензій Book Marks, роман отримав переважно «захопливі» відгуки критиків. The Washington Post зазначила: «Основне задоволення від «Повісити місяць» — це круті повороти сюжету, тому давайте не будемо більше про це говорити. Воллс створила ще одну багату історію, яка висвітлює, як вона сказала в нещодавньому інтерв'ю, «людей з мріями та вразливістю, сильних людей у складних ситуаціях». Також її дуже приємно читати».

## Особисте життя
1988 року Воллс вийшла заміж за Еріка Голдберга; вони розлучилися 1996 року 2002 року вона вийшла заміж за нью-йоркського письменника Джона Дж. Тейлора, і зараз пара живе за межами Калпепера, штат Вірджинія, на фермі площею 205 акрів.

## Зовнішні посилання
- Біографія на сайті видавця